# Surin (Tailandia)
Surin (en tailandés: สุรินทร์) es una ciudad en Tailandia, capital de la provincia de Surin, 431 km al este-noreste de Bangkok. Es el sitio de la ronda anual de elefantes de Surin. A 2019, Surin tiene una población estimada de 39.179.

## Clima
Surin tiene un clima de sabana tropical (clasificación climática de Köppen Aw). Los inviernos son secos y cálidos. Las temperaturas suben hasta abril, que es caluroso con una máxima media diaria de 35,9 grados Celsius (96,6 °F). La temporada del monzón se extiende desde finales de abril hasta principios de octubre, con fuertes lluvias y temperaturas algo más frescas durante el día, aunque las noches siguen siendo cálidas.
| Parámetros climáticos promedio de Surin (1981–2010)                                                    | Parámetros climáticos promedio de Surin (1981–2010) | Parámetros climáticos promedio de Surin (1981–2010) | Parámetros climáticos promedio de Surin (1981–2010) | Parámetros climáticos promedio de Surin (1981–2010) | Parámetros climáticos promedio de Surin (1981–2010) | Parámetros climáticos promedio de Surin (1981–2010) | Parámetros climáticos promedio de Surin (1981–2010) | Parámetros climáticos promedio de Surin (1981–2010) | Parámetros climáticos promedio de Surin (1981–2010) | Parámetros climáticos promedio de Surin (1981–2010) | Parámetros climáticos promedio de Surin (1981–2010) | Parámetros climáticos promedio de Surin (1981–2010) | Parámetros climáticos promedio de Surin (1981–2010) |
| Mes | Ene.                                                | Feb.                                                | Mar.                                                | Abr.                                                | May.                                                | Jun.                                                | Jul.                                                | Ago.                                                | Sep.                                                | Oct.                                                | Nov.                                                | Dic.                                                | Anual                                               |
| --- | --------------------------------------------------- | --------------------------------------------------- | --------------------------------------------------- | --------------------------------------------------- | --------------------------------------------------- | --------------------------------------------------- | --------------------------------------------------- | --------------------------------------------------- | --------------------------------------------------- | --------------------------------------------------- | --------------------------------------------------- | --------------------------------------------------- | --------------------------------------------------- |
| Temp. máx. abs. (°C)                                                                                   | 37.0                                                | 38.9                                                | 40.8                                                | 42.0                                                | 41.8                                                | 38.0                                                | 38.2                                                | 36.9                                                | 35.7                                                | 35.1                                                | 36.0                                                | 34.8                                                | 42.0                                                |
| Temp. máx. media (°C)                                                                                  | 31.2                                                | 33.5                                                | 35.4                                                | 36.0                                                | 34.5                                                | 33.4                                                | 32.7                                                | 32.2                                                | 31.7                                                | 31.1                                                | 30.8                                                | 30.0                                                | 32.7                                                |
| Temp. media (°C)                                                                                       | 24.1                                                | 26.6                                                | 28.7                                                | 29.8                                                | 28.8                                                | 28.3                                                | 27.9                                                | 27.6                                                | 27.3                                                | 26.7                                                | 25.3                                                | 23.6                                                | 27.1                                                |
| Temp. mín. media (°C)                                                                                  | 18.1                                                | 20.6                                                | 23.0                                                | 24.9                                                | 24.9                                                | 24.9                                                | 24.6                                                | 24.4                                                | 24.2                                                | 23.3                                                | 20.8                                                | 18.1                                                | 22.7                                                |
| Temp. mín. abs. (°C)                                                                                   | 9.4                                                 | 8.0                                                 | 12.0                                                | 18.8                                                | 21.3                                                | 21.5                                                | 21.0                                                | 21.0                                                | 20.8                                                | 16.5                                                | 13.3                                                | 8.3                                                 | 8.0                                                 |
| Precipitación total (mm)                                                                               | 5.6                                                 | 11.5                                                | 45.6                                                | 93.3                                                | 179.8                                               | 204.7                                               | 221.3                                               | 256.2                                               | 255.4                                               | 128.2                                               | 28.7                                                | 1.9                                                 | 1432.2                                              |
| Días de lluvias (≥ 1 mm)                                                                               | 0.8                                                 | 2.2                                                 | 4.0                                                 | 8.2                                                 | 16.0                                                | 16.3                                                | 18.0                                                | 19.7                                                | 18.3                                                | 12.0                                                | 3.8                                                 | 0.6                                                 | 119.9                                               |
| Horas de sol                                                                                           | 263.5                                               | 245.8                                               | 238.7                                               | 204.0                                               | 155.0                                               | 153.0                                               | 117.8                                               | 117.8                                               | 144.0                                               | 182.9                                               | 219.0                                               | 260.4                                               | 2301.9                                              |
| Humedad relativa (%)                                                                                   | 65                                                  | 63                                                  | 63                                                  | 67                                                  | 76                                                  | 79                                                  | 80                                                  | 82                                                  | 84                                                  | 81                                                  | 73                                                  | 68                                                  | 73                                                  |
| Fuente n.º 1: Thai Meteorological Department                                                           |                                                     |                                                     |                                                     |                                                     |                                                     |                                                     |                                                     |                                                     |                                                     |                                                     |                                                     |                                                     |                                                     |
| Fuente n.º 2: Office of Water Management and Hydrology, Royal Irrigation Department (sun and humidity) |                                                     |                                                     |                                                     |                                                     |                                                     |                                                     |                                                     |                                                     |                                                     |                                                     |                                                     |                                                     |                                                     |